# Bovolone
Bovolone est une commune italienne de la province de Vérone dans la région Vénétie en Italie.

## Administration
| Période                                  | Période | Identité | Étiquette | Qualité |
| ---------------------------------------- | ------- | -------- | --------- | ------- |
|                                          |         |          |           |         |
| Les données manquantes sont à compléter. |         |          |           |         |

### Hameaux
Villafontana

### Communes limitrophes
Cerea, Concamarise, Isola della Scala, Isola Rizza, Oppeano, Salizzole, San Pietro di Morubio

### Personnalités nées à Bovolone
- Pietro Caucchioli
- Davide Gabburo
- Matteo Gianello
- Maria Pia Mastena
- Giuseppe Pasotto
- Eleonora Patuzzo
- Umberto Poli (cyclisme)